# Woe, Is Me
Woe, Is Me is een Amerikaanse metalcoreband afkomstig uit Atlanta, Georgia.

## Biografie
De band werd in de herfst van 2009 opgericht door Austin Thornton (ex-Of Machines), die Kevin Hanson, Cory Ferris en Ben Ferris (alle drie ex-Cheyne Stokes, een lokale band uit Atlanta) rekruteerde voor zijn nieuwe project. Niet lang daarna voegde ook gitarist Tim Sherrill (ex-Shooter McGavin) bij het collectief. Nadat zij in Michael Bohn en Tyler Carter (beiden ex-A Path Less Traveled), respectievelijk voor de screams en schone vocalen, ook twee zangers gevonden hadden, bracht de 7-koppige band een demo uit via hun Myspace-pagina.
Rise Records bood de band vervolgens een contract aan, nog voor ze hun eerste concert gegeven hadden. Op 31 augustus 2010 brachten ze vervolgens hun debuutalbum Number[s] uit. Tijdens de hierop volgende Pyknic Partery Tour deelde de band een podium met onder andere From First to Last, Sleeping With Sirens en Abandon All Ships, waarna de band, wederom met Abandon All Ships, door Canada trok. Eind dat jaar verzorgden ze naast Motionless in White het voorprogramma van de Average Guys with Exceptional Hair Tour van A Skylit Drive.
In maart 2011 kwam gitarist Geoffrey Higgins bij de band. Hij verving de eerder vertrokken Sherrill. Een paar maanden later vertrok echter ook Higgins, die op zijn beurt weer vervangen werd door Andrew Paiano, die even daarvoor uit Abandon All Ships was gezet. De formatie bleef vervolgens instabiel en op 10 augustus verliet ook Tyler Carter de band, naar eigen zeggen omdat de Rock & Roll levensstijl niet meer voor hem weggelegd was. De band had in Hance Alligood al snel een nieuwe zanger gevonden en bracht met hem op 27 september de single Vengeance uit.
In de lente van 2012 maakten Michael Bohn en allebei de broertjes Ferris bekend dat ook zij de band zouden verlaten. Zij creëerden met de eerder vertrokken Carter een nieuwe band, Issues. Later dat jaar toerde de band met onder andere Texas in July, In Fear and Faith, Hands Like Houses, Attack Attack!, We Came as Romans, The Acacia Strain, Oceano en Like Moths to Flames voor de Scream It Like You Mean It Tour en waren ze te zien op de Warped Tour. Op 20 november bracht de band haar tweede studioalbum Genesi[s] uit. 
Op 8 maart 2013 maakt ook Thornton bekend dat hij de band zou verlaten. Na de vele personele wisselingen was Kevin Hanson nog het enige originele bandlid dat overgebleven was. De band bracht dat jaar met American Dream nog een EP uit, maar in september werd door Alternative Press gemeld dat de band uit elkaar was gegaan. Hance Alligood gaf aan dat hij de passie voor het genre was verloren. De rest van de band had geen zin om de formatie wederom te wijzigen en besloot de band op te heffen.

## Bezetting
| Huidige leden - Kevin Hanson – slaggitaar (2009–2013) - Andrew Paiano – leidende gitaar (2011–2013) - Hance Alligood – schone vocalen (2011–2013), niet-schone vocalen (2012–2013) - Doriano Magliano – niet-schone vocalen (2012–2013) - Brian Medley – bas (2012–2013) - David Angle – drums (2013) | Voormalige leden - Tim Sherrill – leidende gitaar (2009–2010) - Jack Langdell – leidende gitaar (2010–2011) - Geoffrey Higgins – leidende gitaar (2011) - Tyler Carter – schone vocalen (2009–2011) - Michael Bohn – niet-schone vocalen (2009–2012) - Ben Ferris – keyboards, niet-schone vocalen (2009–2012) - Cory Ferris – bas (2009–2012) - Austin Thornton – drums (2009–2013), keyboards, programmering (2012–2013) |

Tijdlijn

## Discografie
Studioalbums
| 2010                                                    | Number[s] | Rise Records, Velocity Records | —   | — | 16 |
| 2012                                                    | Genesi[s] | Rise Records, Velocity Records | 167 | 9 | 2  |
| "—" geeft aan dat een album geen notering behaald heeft |           |                                |     |   |    |

Ep's
| Jaar | Album title                                             |
| ---- | ------------------------------------------------------- |
| 2013 | American Dream - Label : Rise Records, Velocity Records |